# Aborto no comunismo
Ideologias comunistas e marxistas geralmente permitem o aborto fornecido pelo Estado, embora não haja consenso entre os partidos comunistas e os governos sobre até que ponto a gravidez deve ser permitida.

## Fundo Histórico
Desde os tempos antigos, os abortos têm sido feitos usando vários métodos, incluindo medicamentos fitoterápicos, ferramentas afiadas, com força ou por outros métodos tradicionais. O aborto induzido tem uma longa história e pode ser rastreado até civilizações tão variadas quanto a China antiga (o conhecimento abortivo é frequentemente atribuído ao governante mitológico Shennong), a Índia antiga desde sua era védica, o antigo Egito em seu papiro Ebers (c. 1550 AC), e o Império Romano na época de Juvenal (c. 200 EC). Uma das primeiras representações artísticas conhecidas do aborto está em um baixo-relevo em Angkor Wat (c. 1150). Encontrado em uma série de frisos que representam o julgamento após a morte na cultura hindu e budista, retrata a técnica do aborto abdominal.
Alguns oponentes do aborto sugeriram que o Juramento de Hipócrates proibia os médicos da Grécia Antiga de realizar abortos; outros estudiosos da medicina discordam dessa interpretação, e afirmam que os textos médicos do Corpus Hipocrático contêm descrições de técnicas abortivas ao lado do Juramento.
No Cristianismo, o Papa Sisto V (1585-1590)  declarou pela primeira vez que o aborto é homicídio, independentemente do estágio da gravidez; e sua declaração foi revertida três anos depois pelo Papa Gregório XIV. A igreja não começou a se opor ao aborto até o século XIX.  A Rússia Soviética (1919), a Islândia (1935) e a Suécia (1938) foram os primeiros países a legalizar certas ou todas as formas de aborto. A partir da segunda metade do século XX, o aborto foi legalizado em um maior número de países.

### Direitos humanos
O direito ao aborto seguro e legal é um direito humano fundamental protegido por vários tratados internacionais e regionais de direitos humanos e constituições em nível nacional em todo o mundo. 970 milhões de mulheres, representando 59% das mulheres em idade reprodutiva, vivem em países que permitem amplamente o aborto. Enquanto a maioria das mulheres vive em países onde podem exercer seu direito ao aborto, 41 por cento das mulheres vivem sob leis restritivas. A incapacidade de acesso à atenção ao abortamento seguro e legal afeta 700 milhões de mulheres em idade reprodutiva.  De acordo com a Organização Mundial da Saúde, 23.000 mulheres morrem de aborto inseguro a cada ano e dezenas de milhares sofrem complicações de saúde significativas. As restrições legais ao aborto não resultam em menos abortos; em vez disso, induzem as mulheres a agirem criminalmente arriscando a vida e a saúde ao procurar atendimento para abortamento inseguro por meio de clínicas clandestinas cuja combate cabe à polícia civil.

## Pontos de vista feministas marxistas sobre o aborto
Feministas marxistas apoiam o direito de acesso gratuito ao aborto para mulheres de todas as classes, mas também apoiaram creches públicas e bem-estar, salários iguais para trabalho igual, como fazem todas as feministas. A luta paradigmática de gênero nos EUA pelo aborto legal foi vencida em 1973 com Roe v. Wade, mas as feministas socialistas pressionaram para ir além de um direito individual de escolha para incluir as condições materiais e sociais necessárias para as mulheres terem uma escolha genuína de se ou não ter filhos. O conceito de direitos reprodutivos foi desenvolvido no final dos anos 1970 por feministas socialistas com estímulos de mulheres negras que queriam proteção contra o abuso da esterilização forçada e as mudanças sociais que apoiariam sua decisão de ter filhos. Os direitos reprodutivos levam a uma política anticapitalista porque, ao contrário do aborto legal, desafiam os lucros capitalistas. Nunca ganhámos isso nos Estados Unidos e, onde o fizeram, o neoliberalismo trouxe ataques contínuos a esses benefícios.
A Via Campesina - o movimento camponês mundial - tomou uma posição forte contra a violência contra as mulheres - que eles definiram em termos interpessoais e estruturais, de forma que é muito progressista e bastante diferente do trabalho conservador contra a violência de gênero. Mas a Via Campesina no início não se sentia confortável com questões de liberdade sexual, aborto e LGBT. Porém, com a Marcha Mundial das Mulheres, sua posição evoluiu.

## Opiniões dos partidos comunistas
No mundo ocidental, a maioria dos apoiadores do comunismo também apóia o aborto quando solicitado.
- No Brasil, o Partido Comunista Brasileiro,[22] o Liberdade, Socialismo e Revolução,[23] o Movimento Esquerda Socialista[24] o Partido da Causa Operária,[25] e o Unidade Popular,[26] apóiam o aborto mediante solicitação, criticando as relações entre Estado e religião, levando à sua proibição.
- Partido Comunista Português  apóia o aborto para acabar com o sofrimento de milhares de mulheres que sofrem a tragédia do aborto clandestino.[27]
- O Partido Comunista do Canadá criticou as políticas anti-aborto de Donald Trump, incluindo sua retirada de fundos da organização pró-escolha Planned Parenthood.[28]
- O Partido Comunista Chinês tem uma das leis de aborto menos restritivas do mundo.[29]
- O Partido Comunista dos EUA apóia o direito ao aborto e os serviços sociais de fornecer acesso a ele, argumentando que a gravidez não planejada prejudica as mulheres pobres.[30]

## Paises comunistas

### Azerbaijão
O aborto foi legalizado no Azerbaijão ainda durante o período soviético, o que se manteve em vigor após a independência da república.

### República Popular da China
O Código Penal Chinês não criminaliza o aborto. O aborto é permitido até a 14ª semana de gravidez, sendo os abortos após o limite permitido apenas em casos especiais. As reflexões sobre o aborto foram influenciadas pela política governamental do filho único e pela pressão de parentes, o que levou a um alto número de abortos seletivos por sexo e abortos após o prazo legal.  Para reduzir o alto número de abortos com seleção de sexo, o governo chinês proibiu o discernimento sexual pré-natal.

### Coréia do Norte
O Código Penal da Coréia do Norte de 1950 estabelece que o aborto é permitido por “motivos importantes” até a sétima semana de gravidez, mas quem faz um aborto sem motivo importante está sujeito a pena de prisão até três anos. A falta de especificação de "razões importantes", no entanto, aumentou a margem de manobra para abortos quando solicitados.

### Cuba
O governo cubano descriminalizou o aborto em 1965. Os abortos tardios (aqueles após 10 semanas) requerem uma avaliação formal conduzida por um comitê de ginecologistas e psicólogo.

### Laos
O Laos tem as limitações mais estritas ao aborto legal entre os atuais países marxista-leninistas; só é permitido salvar a vida da mãe.

### Vietnã
A Lei de Proteção à Saúde das Pessoas, aprovada em 1989, afirma que: "As mulheres têm o direito de fazer um aborto, de receber diagnóstico e tratamento ginecológico, exames de saúde durante a gravidez e atendimento médico durante o parto nas unidades de saúde." O Vietnã também adotou políticas para proibir e prevenir o aborto seletivo.

## Outras áreas comunistas

### Federação Democrática do Norte da Síria
Embora a Síria só permita o aborto para salvar a vida da mãe, a região autônoma de fato da FDNS legaliza o aborto para todas as mulheres. Barbara Anna, membro do Partido Comunista Turco, refletiu mais amplamente sobre como os limites à autonomia corporal das mulheres se relacionam com a imposição do capitalismo e do imperialismo. Ela comparou as situações no Oriente Médio em que a atividade econômica e a liberdade sexual das mulheres são fortemente restritas à situação no centro capitalista neoliberal, onde a liberdade sexual das mulheres vem às custas da constante objetificação e mercantilização.

### Forças Armadas Revolucionárias da Colômbia
As Forças Armadas Revolucionárias da Colômbia apoiaram o aborto. Espera-se que mulheres grávidas façam abortos porque a gestação tardia de soldados grávidas pode colocar a si mesmas em perigo, seu filho ainda não nascido e todos os seus combatentes. Apesar das reivindicações sobre igualdade dentro das FARC, as mulheres ainda eram exploradas. Há acusações de assédio sexual, contracepção forçada e aborto.

### Comuna de Paris
Artigo XII afirma que “A submissão dos filhos e da mãe à autoridade do pai, que prepara a submissão de cada um à autoridade do chefe, é declarada morta. O casal consente livremente em buscar o prazer comum. A Comuna proclama a liberdade de nascimento: o direito à informação sexual desde a infância, o direito ao aborto, o direito à contracepção. Como os produtos deixam de ser propriedade de seus pais. Eles vivem juntos em suas próprias casas e administram suas próprias vidas.” Isso contrastava fortemente com a lei francesa da época, que proibia o aborto.